# Хадарцев, Батраз Сосланович
Батра́з Сосла́нович Хада́рцев (23 мая 1993, Владикавказ, Россия) — российский футболист, вингер клуба «Алания».

## Карьера
В футбол начал играть во дворе 35-го микрорайона Владикавказа. С 8 лет — в ДЮСШ «Юность», тренер Валерий Павлович Семёнов. В 2011—2012 годах играл в молодёжном составе ЦСКА.
В сезоне 2012/13 играл в дубле владикавказской «Алании», в сезоне 2013/14 — в первой команде в первенстве ФНЛ. После распада клуба в июне 2014 перешёл в «Тосно».
Перед сезоном 2015/16 перешёл в махачкалинский «Анжи», вышедший в Премьер-лигу. Дебютировал в составе команды 19 июля, выйдя в 1-м туре на замену на 79 минуте.
В марте 2018 года перешёл в грузинский клуб «Рустави», но спустя два месяца покинул Грузию. В августе того же года вернулся в родной Владикавказ, в клуб из ПФЛ «Спартак».
В феврале 2019 года на правах свободного агента подписал контракт до окончания сезона 2018/19 с калининградской «Балтикой» выступающей в ФНЛ.
В июле 2019 года стал игроком вновь воссозданной «Алании Владикавказ». В первом же сезоне ПФЛ 2019/20 добился с ней выхода в ФНЛ, став лучшим бомбардиром команды (забил 12 голов в 19 матчах).